# Аврора (программа)

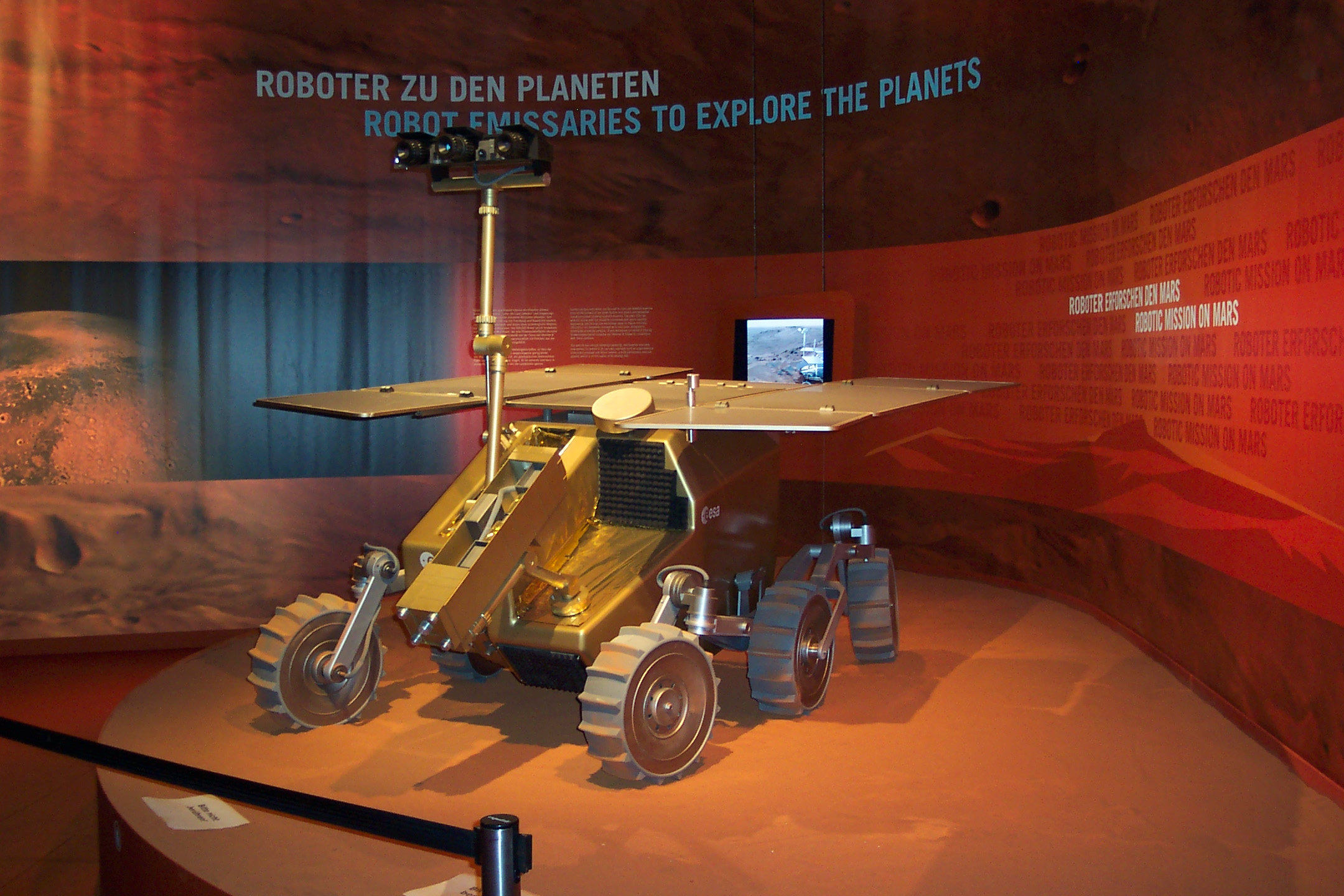
Модель «Экзомарса» на ILA 2006

«Аврора» — программа европейского космического агентства (ЕКА) для изучения Солнечной системы, в частности планеты Марс и Луны.

## Цель программы
Целью программы являются разработка и проведение стратегии автоматических и пилотируемых исследований, включая необходимые миссии, технологии и наземные работы. Программу должна подготовить Европа, которая станет ценным партнёром в следующем шаге освоения космического пространства.
Луна, Марс и астероиды — возможные цели исследований, которые разработало ЕКА с известными европейскими и канадскими специалистами и предприятиями. В то время автоматические космические аппараты должны сравняться с пилотируемыми полётами на Луну и Марс. На Земле и борту МКС вскоре пройдут работы по развитию необходимых для этого технологий и инфраструктуры.

## История
Проект «Аврора» появился в 2001 году и включает в себя непилотируемые исследования Марса и спутника Земли, пилотируемые полёты к Луне, затем пилотируемый полёт на Марс в международном сотрудничестве после 2030 года.
В 2004 году британский министр науки Лорд Сайнсбери заявил, что Великобритания должна занять лидирующую позицию в программе «Аврора», вложив 5 миллионов фунтов стерлингов сейчас, а затем ещё 25 миллионов.
16 июня 2009 года глава ESA Жан-Жак Дорден сообщил о сокращении программы «Аврора». Из-за нехватки финансирования, программу ЭкзоМарс упростили, исключив из неё эксперимент «Гумбольдт». Этот эксперимент предназначался для поиска воды и «прослушивания» грунта Марса.

## Принимающие участие государства
- Австрия
- Бельгия
- Великобритания
- Германия
- Испания
- Италия
- Канада
- Нидерланды
- Португалия
- Франция
- Швейцария
- Швеция

## Сценарий стратегии
«Аврора» состоит из двух так называемых основных миссий и двух дополнительных.
В рамках первого «основного» проекта космический аппарат, вращающийся вокруг Марса, должен с помощью спускового модуля, который оснащён надувным аэродинамическим тормозом или связкой парашютов, спуститься на Марс, доставив на него транспортное средство, солнечные батареи которого обеспечивали бы его энергией, и которое могло бы проехать несколько километров по поверхности Марса. Его 40 кг полезного груза содержали бы буровую установку, а также систему для взятия проб и управления.
Марсоход представляет собой значительный технологический вызов с оптическими сенсорами для навигационной системы, бортовым программным обеспечением, способностью самостоятельно улететь и инструментами для поиска жизни, который предоставляет Европе и Канаде удобный случай, чтобы в многолетнем совместном сотрудничестве отработать новые технологии. Этот проект также растянется под руководством французского космического агентства CNES в рамках программы Mars NetLander.
Вторая основная миссия — это возвращение на Землю с пробами грунта Марса. При этом составное транспортное средство должно отправлять спусковой модуль, как и космический аппарат для возвращения на Землю, на орбиту вокруг Марса. Этой миссии, которая должна впервые принести на Землю марсианские пробы грунта, подходила бы небольшая точность посадки.
Спускаемый модуль с пробами в маленьком контейнере поднимется на 150-километровую орбиту вокруг Марса, где произойдёт стыковка с космическим аппаратом, который должен вернуться на Землю. Этот космический аппарат затем по баллистической траектории должен спуститься через земную атмосферу, в которой откроются парашюты для обеспечения мягкой посадки.
Для возвращения на Землю требуется ряд решающих технологий, которыми Европа ещё не владеет или владеет не в полной мере. Они касаются главным образом системы посадки, спускаемого модуля, стыковки на марсианской орбите и транспортного средства. Поэтому эти технологии должны разрабатываться в двух предшествующих дополнительных миссиях: небольшой спутник на сильно вытянутой орбите Земли, который с похожими требованиями катапультируется в направлении Земли, как это было бы в случае с межпланетной возвращаемой капсулой. Эта миссия — необходимый шаг для подготовки первого полёта с возвращением с пробами грунта Марса. Кроме того, будет ещё «Mars-Einfangdemonstrator». Здесь идёт речь о небольшом эксперименте — подтверждении технологий, которые требуются, чтобы при помощи трения о верхние слои атмосферы планеты затормозить и перейти на орбиту вокруг Марса. Эти технологии должны найти применение в основной миссии, а также в пилотируемых полётах проекта «Аврора».
«Аврора» охватывает следующие этапы (по состоянию на февраль 2005 года):
- 2007 — Entry Vehicle Demonstrator (EVD) — тестирование возвращаемого корабля на Землю в земной атмосфере.
- 2016 — ЭкзоМарс — марсианская орбитальная станция и большой марсоход для поиска следов жизни.
- 2018 — Technology Precursor Mission — опробование новых технологий, таких как аэроторможение, аэрозахват, электрический ракетный двигатель и мягкая посадка.
- 2018—2022 — Mars Sample Return (MSR) — миссия для отбора образцов марсианского грунта с отправлением на Землю.
- 2024 — пилотируемый полёт на Луну.
- 2026 — непилотируемый полёт на Марс.
- 2030 — доставка грузов для пилотируемого полёта на Марс.
- 2033 — пилотируемый полёт на Марс.